# Орлов, Николай Григорьевич (генерал-лейтенант)
Никола́й Григо́рьевич Орло́в (18 марта 1922, дер. Сапегино, Смоленская губерния — 14 января 2016, Москва) — советский танкист, участник Великой Отечественной войны, генерал-лейтенант, доктор военных наук, профессор, Заслуженный деятель науки РСФСР.

## Биография
Родился в деревне Сапегино Гжатского уезда в крестьянской семье. В 1939 году поступил в Орловское бронетанковое училище имени М. В. Фрунзе, которое окончил в 1941 году с присвоением звания лейтенант и был направлен в Минское танковое училище, которое в июле 1941 года передислоцировано в город Ульяновск и переименовано во 2-е Ульяновское танковое училище, на должность командира курсантского взвода.
В июне 1942 г. откомандирован в автобронетанковый центр в Сталинград, где при тракторном заводе сформировал роту из танков Т-34. В первый бой вступил 23 августа 1942 г., в ноябре того же года в составе 4-го механизированного корпуса принимал участие в окружении армии Паулюса, а в декабре — в отражении деблокирующего удара Манштейна. В дальнейшем участвовал в Курской битве, форсировании Днепра, Корсунь — Шевченковской операции и освобождении Молдавии.
С мая 1944 г. учился в Военной академии бронетанковых войск, стал адъюнктом. Участник Парада Победы 24 июня 1945 г. С 1950 г. был преподавателем, старшим научным сотрудником, начальником кафедр управления войсками и оперативного искусства, заместителем начальника академии. Автор более 200 научных публикаций.
Генерал-лейтенант, доктор военных наук, профессор, заслуженный деятель науки РСФСР. Почётный гражданин Октябрьского района и хутора Верхне-Кумский Волгоградской области, города Сморгонь (Белоруссия).
Являлся членом Московского комитета ветеранов войны, почётный председатель Объединённого совета ветеранов бронетанковых войск и кавалерии и Совета ветеранов 3-го гвардейского Сталинградского Механизированного корпуса. Почётный кадет роты «Форпост» московского Кадетского корпуса памяти Героев Сталинградской битвы, член правления землячества волгоградцев «ЗОВ». Н. Г. Орлов — автор двух книг: «Сталинградская бронетанковая» и «На пути к Победе».

## Награды
- орден Ленина
- 2 ордена Красного Знамени
- 2 ордена Отечественной войны I степени
- 2 ордена Красной Звезды
- 2 ордена Трудового Красного Знамени
- орден «За службу Родине в Вооруженных Силах СССР» III степени
- 2 медали «За отвагу»

## Общественные почести
18 октября 2018 в хуторе  Верхнекумском на мемориале «Стальное пламя» был открыт памятный бюст генерал-лейтенанту бронетанковых войск, участнику Сталинградской битвы, почетному гражданину хутора. Верхнекумский и Октябрьского района Николаю Григорьевичу Орлову.